# Holendrecht (rivier)
De Holendrecht is een riviertje in de Nederlandse provincie Noord-Holland van ongeveer 2,5 km lang.
Het riviertje begint ten noorden van Abcoude in het Abcoudermeer en kruist de A2 ten zuiden van het knooppunt Holendrecht. Daarna loopt het ten zuiden van de Bullewijker en Holendrechter polder waar halverwege een door het Groengebied Amstelland geplaatst zelfbedieningsveer voor voetgangers en fietsers aanwezig is. Het veer met de naam Koet verbindt de Holendrechterweg aan noordoever met de Voetangelweg aan de zuidoever die tevens de grens vormt met de provincie Utrecht.
Bij de Voetangelbrug splitst de rivier zich in twee gedeelten in de Waver naar het zuiden en in de Bullewijk naar het noorden.
De Amsterdamse wijk Holendrecht met daarin het gelijknamige metro- en treinstation, maar ook een straat in Amsterdam Zuid en in Abcoude, zijn naar deze rivier vernoemd.